# سوسوسنج
سوسوسنج (scintillometer) یا آشکارساز سوسوزن (scintillation detector) نوعی آشکارساز تابش می‌باشد.
سوسوسنج ابزاری است که در آن تابش یوننده تبدیل به فوتون‌های دیدنی می‌شود و این فوتون‌ها با افزاینده فوتونی به‌صورت سیگنال‌های قابل شمارش درمی‌آیند.
این مواد بر اساس خاصیت تابناکی پس از یونیزه شدن با بازگشت الکترون تولید نور می‌کند. فرایند بازگشت الکترونی از مرتبهٔ چند نانوثانیه شروع می‌شود و در برخی از مواد به دلیل خاصیت فراپایداری این بازگشت امکان دارد تا چند ساعت طول بکشد. این تأخیر زمانی منجر به دو دسته‌بندی عمده در این تابش می‌شود: فلورسنس و فسفرسانس.

## اصول عملکرد
زمانی که یک سوسوزن با یک حسگر نور جفت می‌شود، آشکارساز یا شمارنده‌ی درخشش ایجاد می‌شود. شماری از این حسگرها مانند افزاینده‌ فوتوالکتریک از ساز و کار اثر فوتوالکتریک استفاده می‌کنند. این حسگرها نور گسیل شدهٔ سوسوزن را جذب کرده و به شکل الکترون گسیل می‌کنند. نتیجهٔ برافزایش چنین الکترون‌ها یا به عبارت دیگر فوتوالکترون‌ها در یک تپ الکتریکی جمع شده که با تحلیل آن می‌توان به اطلاعات ارزشمندی دست یافت. فوتودیودهای خلا با وجود ساز و کار یکسان توانایی تقویت کردن سیگنال را ندارند. از طرف دیگر فتودیودهای سلیکونی با برانگیختن و تبدیل مستقیم فوتون به بار الکتریکی، فوتون‌های ورودی را آشکارمی‌کنند. افزاینده‌های سلیکونی شامل آرایه‌ای از فوتودیودهایی است که با ولتاژ کافی در حالت معکوس‌کننده می‌باشند و با عملکردن به صورت دیود بهمنی هر پیکسل از آرایه را برای حساسیت به تک فوتون توانا می‌کنند.